# Herbert Haddock
Pour les articles homonymes, voir Haddock (homonymie).
Herbert Haddock CB (né le 27 janvier 1861 et mort le 4 octobre 1946) est un officier de réserve navale et capitaine de navire anglais. Il est surtout connu pour avoir été le capitaine du RMS Olympic à l'époque du naufrage du Titanic. Il fut la première personne à commander le Titanic, supervisant le navire à Belfast pendant que son équipage de livraison s'y réunissait du 25 au 31 mars 1912.
Un article publié en 1911 dans The New York Times décrivait Haddock comme « le seul skipper sur la route de l'Atlantique Nord à porter les favoris à la mode de l'époque victorienne, sans barbe ni moustache. ».

## Jeunesse
Haddock est le fils de Herbert James Haddock, né à Rugby, Warwickshire le 27 janvier 1861. Il s'engage dans la Royal Navy, affecté comme lieutenant à bord du HMS Edinburgh.
En 1902, Haddock est reçu compagnon de l'Ordre du Bain.

## Sur la ligneWhite Star
Après son service dans la marine royale, Haddock rejoint la White Star Line, où il commande un certain nombre de paquebots dont le RMS Britannic, le SS Germanic, le RMS Cedric et le RMS Oceanic.
Haddock était également le premier commandant en titre du RMS Titanic. Il a contresigné ce commandement à Southampton le 25 mars 1912, puis s'est rendu à Belfast pour commander l'équipage réuni pour la traversée en vue de livrer le navire à Southampton. Il fut ensuite relevé par Edward J. Smith à Belfast le 31 mars, et retourna à Southampton pour prendre le commandement du navire que venait de quitter Smith, le RMS Olympic. Le 3 avril, il appareille pour la dixième traversée aller-retour Southampton-New York-Southampton de l'Olympic, arrivant à New York le 10 avril, jour où le Titanic quitte Southampton. L'Olympic a l'indicatif d'appel radio MKC.
Au moment du naufrage du Titanic, l'Olympic naviguait plus à l'est sur la ligne de New York à Southampton, à environ 500 nautiques au sud-ouest du Titanic. Le 14 avril à 22 h 50 HE, Haddock est informé du désastre par l'opérateur sans fil Ernest James Moore. Après avoir reçu l'appel CQD du Titanic, Haddock prend un nouveau cap et se dirige directement vers le lieu du naufrage, faisant forcer les feux du navire à pleine puissance.
Arrivé à environ 100 nautiques du Titanic, vers 16 h HE le 15 avril, Haddock reçoit un message du capitaine Rostron, du RMS Carpathia, expliquant que continuer sur la route du Titanic ne servait plus à rien, car « tous les canots de sauvetage ont été retrouvés. Environ 675 âmes sauvées [...] Le Titanic a sombré vers 2 h 20 du matin. » Rostron demande que le message soit transmis à la White Star et à la Cunard Line. Il annonce qu'il retourne au port de New York et recommande à tous les autres navires de faire de même. Le puissant poste de télégraphie sans fil de l'Olympic sert par la suite de relais pour la retransmission des messages radio.
Sept semaines après la catastrophe du Titanic, Haddock manque d'échouer l'Olympic sur des rochers près de Land's End. L'incident fut attribué à une erreur de navigation et Haddock resta sous surveillance stricte lors des voyages suivants.

### Première Guerre mondiale
Au début de la Première Guerre mondiale, en octobre 1914, Haddock commande l'Olympic lors de sa tentative d'assister le HMS Audacious après qu'il a percuté une mine allemande au large de la côte ouest de l'Écosse. L'Olympic est par la suite désarmé, puis converti en navire de transport de troupes au commencement de la Première Guerre mondiale.
Haddock est alors réaffecté pour commander une flotte factice de dreadnoughts et de croiseurs de bataille en bois, et est stationné à Belfast. En 1915, Harold Sanderson, chef de la marine marchande internationale, tente de réaffecter Haddock comme capitaine du Britannic alors converti en navire-hôpital. Cependant, l'Amirauté refuse de libérer Haddock de sa mission à Belfast.
Du 5 au 14 mai 1917, Haddock navigue de Liverpool à New York à bord du SS Saint Paul, six mois avant qu'il ne soit réquisitionné pour le service de guerre. Le manifeste du voyage montre que le voyage de Haddock a été financé par l'Amirauté, et déclare que sa destination finale était Newport News, Virginie, où il serait reçu par la marine britannique. Selon le manifeste du navire de 1917, Haddock n'était pas revenu aux États-Unis depuis 1914.
Il ne semble pas que Haddock soit revenu sur la White Star Line après la guerre.

## Vie privée
Haddock a épousé Mabel Eliza Bouchette, à Rock Ferry, Merseyside le 13 mai 1893. Bouchette est née à Liverpool en c. 1872 et a vécu avec son père, Francis, au 91 Townsend Lane, West Derby, Liverpool. D'autres sources affirment que Bouchette était du Québec.
Haddock et Bouchette eurent quatre enfants, Geoffrey (10 janvier 1895-17 septembre 1916), Ruth (1896-26 octobre 1958) et des jumeaux Herbert (21 octobre 1903-1988) et Joan (21 octobre 1903-21 novembre 1920). Geoffrey fut lieutenant dans les Victoria Rifles of Canada. Il a été tué au combat le 27 septembre 1917 à l'âge de 21 ans et a été inhumé au Mémorial national du Canada à Vimy. Dans l'édition du 28 mai 1935 de la London Gazette, Ruth était décrite comme une célibataire. Les recensements britanniques et les registres d'état civil montrent que la famille a vécu à Rock Ferry jusqu'au moins jusqu'en 1904. Ils ont ensuite déménagé à Southampton, vivant dans la banlieue de Bitterne. Bouchette est morte le 11 mars 1935.

## Mort
Haddock est mort à Southampton le 4 octobre 1946 à l'âge de 85 ans.